# Manon Veenstra
Manon Veenstra, född 6 juli 1998 i Zwolle, är en nederländsk BMX-cyklist.

## Karriär
Manon Veenstra placerade sig en andraplats i världscupen 2024. Vid OS 2024 tog hon silver i BMX-klassen racing.